# Tre ragazze americane
Tre ragazze americane, noto anche come Studentesse d'oltre Oceano (in inglese: Just Patty) è un romanzo della scrittrice statunitense Jean Webster, pubblicato nel 1911.
Si tratta del prequel di When Patty Went to College, primo romanzo dell'autrice. La scrittrice si è ispirata alla scuola femminile da lei stessa frequentata, la Lady Jane Grey School, non solo per quanto riguarda le uniformi e il programma scolastico, ma anche per i buffi soprannomi utilizzati per insegnanti e luoghi. In Italia risulta fuori catalogo. 

## Trama
Il libro narra le avventure di tre studentesse del rinomato collegio americano di Sant'Orsola: Patty Wyatt e le sue migliori amiche, Costance e Priscilla. Le tre ragazze, allegre e spensierate, ravviveranno la monotona vita del collegio, interessandosi anche ad importanti iniziative sociali.

## Edizioni in lingua italiana
- Studentesse d'oltre Oceano, Salani editore, collana "Vita in fiore", Firenze 1954, pp. 214.
- Tre ragazze americane, Fratelli Fabbri editori, collana i Darling n. 26, traduzione di L. Marchi Pugliese, Milano 1968, pp. 248.